# Mercy (TV on the Radio)
Mercy è un singolo del gruppo musicale statunitense TV on the Radio, pubblicato il 6 agosto 2013.

## Descrizione
Il singolo viene pubblicato dall'etichetta discografica Federal Prism il 6 agosto 2013 in download digitale, in formato FLAC, mentre il 24 settembre dello stesso anno, viene pubblicato in formato 12".
Il videoclip del brano viene diretto e interpretato dalla regista brasiliana Natalia Leite.

## Tracce
12"
1. Mercy
2. Million Miles

FLAC
1. Mercy – 3:17

## Crediti

### Musicisti
- Tunde Adebimpe - voce
- Kyp Malone - voce, chitarra
- Dave Sitek - chitarra, basso, pianoforte elettrico Wurlitzer
- Jaleel Bunton - tastiere, sintetizzatore
- Jake Najor - batteria

### Personale tecnico
- Dave Sitek - produzione discografica
- Zeph Sowers - ingegnere del suono
- Matty Green - missaggio
- Tunde Adebimpe - artwork